# Sinecio González
Fernando Sinecio González Torres (nacido en Toluca, Estado de México México el 16 de junio de 1986) Es un futbolista Mexicano que juega como delantero en los Potros de la Universidad Autónoma del Estado de México del Ascenso MX.

## Trayectoria
Futbolista profesional dentro de  la lista de los nacidos en el Estado de México que aporta en el fútbol profesional fue parte de las fuerzas básicas de Cruz Azul desde los 13 años pasando por varias categorías y filiales hasta que hizo su debut oficial con el club el martes 12 de mayo de 2009 enfrentando al Atlante en un partido internacional que correspondía a la Liga de Campeones de la CONCACAF 2008-2009 ingresando de relevo en sustitución de Carlos Bonet al minuto 72' sin embargo ya había jugado en el Apertura 2006 en el club filial el Cruz Azul Hidalgo donde en su segunda temporada marcó cuatro veces, y luego fue mandado a segunda división con Universidad del Estado.
Dicho encuentro sería el único que jugaría con los cementeros y fue transferido para tener más minutos y regularidad al Tiburones Rojos de Veracruz club recién descendió que buscaba obtener la categoría sin tener la confianza del entrenador y tiempo en el terreno de juego solamente apareció en 8 juegos repartidos en los dos torneos que estuvo con los escualos sin lograr marcar gol.
Después de esa mala experiencia paro unos meses y fue hasta que en Apertura 2010 cuando La Piedad lo contrata para aquel torneo, tuvo poco a poco oportunidades de mostrarse jugando de titular varios partidos incluidos los de la recién renombrada Copa MX totalizó y finalizó su participación con los reboceros disputando 24 partidos logrando anotar 5 dianas.
Retornó al Cruz Azul pero fue mandado con la filial a Hidalgo teniendo escasa actividad y tras esto se fue al nuevo proyecto ingresado a la división de ascenso el Delfines del Carmen y una vez más no tuvo fortuna pero logró marcar un tanto pese haber jugado solo dos partidos.
Para el Apertura 2013 fue contratado por Correcaminos de la UAT donde juega hasta la fecha haciendo su debut con los naranjas el 8 de agosto de 2013, en la jornada cuatro en la victoria sobre Necaxa, hasta el momento registra 16 encuentros solo 5 como titular anotando 2 goles sin tener la consolidación que lo ha arrastrado.

### Clubes
| Club                | País                | Año             | Partidos | Goles | Media |
| ------------------- | ------------------- | --------------- | -------- | ----- | ----- |
| Cruz Azul Hidalgo   | México              | 2006 - 2007     | 15       | 4     | 0.27  |
| U. Edomex           | México              | 2008            | 28       | 18    | 0.64  |
| Cruz Azul Hidalgo   | México              | 2009            | 20       | 8     | 0.4   |
| C.D Veracruz        | México              | 2010 - 2011     | 8        | 0     | 0     |
| C.F La Piedad       | México              | 2012 - 2013     | 24       | 5     | 0.21  |
| Cruz Azul Hidalgo   | México              | 2013            | 2        | 0     | 0     |
| Delfines del Carmen | México              | 2014            | 6        | 1     | 0.17  |
| Correcaminos U.A.T  | México              | 2014 - 2015     | 19       | 2     | 0.15  |
| Potros U.A.E.M      | México              | 2017 - Presente | 0        | 0     | 0     |
| Total en su carrera | Total en su carrera | 2006 - Presente | 122      | 39    | 0.32  |

## Estadísticas

### Resumen estadístico
| Competencia                | Partidos | Goles |
| -------------------------- | -------- | ----- |
| Segunda División de México | 28       | 18    |
| Liga de Ascenso de México  | 69       | 16    |
| Copas nacionales           | 22       | 4     |
| Copas internacionales      | 1        | 0     |
| Total                      | 126      | 38    |